# Claudiu Komartin
Claudiu Komartin (n. 7 august 1983, București) este un poet, editor și traducător român.

## Biografie
S-a născut la București. A fost student al Facultății de limbi străine a Universității din București, dar a abandonat studiile pentru a se dedica literaturii.
A debutat publicistic în 2002, iar în volum un an mai târziu, cu Păpușarul și alte insomnii. În anul 2005 a publicat articolul-manifest Generația 2000 - o introducere.
Împreună cu Mitoș Micleușanu, Răzvan Țupa și Adina Zorzini, a scris textele care stau la baza piesei Deformații, montată în anul 2008 la București la Teatrul Luni de la Green Hours. În 2010 a scris scenariul Trișez cu viața, în urma unui atelier de trei zile cu persoanele private de libertate de la Penitenciarul Bistrița.
Din 2009, organizează cenaclul „Institutul Blecher”, din 2010 este redactor-șef al revistei „Poesis internațional” și al Casei de Editură Max Blecher, iar din 2022, redactor-șef adjunct al lunarului „Tomis”. Vicepreședinte PEN România (între 2019 și 2023).
Împreună cu Radu Vancu, a alcătuit antologiile Cele mai frumoase poeme din 2010 (Ed. Tracus Arte, 2011), Cele mai frumoase poeme din 2011 (Ed. Tracus Arte, 2012) și Cele mai frumoase poeme din 2012 (Ed. Tracus Arte, 2013).
De-a lungul timpului a publicat în revistele „Vatra”, „Timpul”, „Observator cultural”, „Adevărul literar și artistic”, „Ziarul de Duminică”, „Luceafărul”, „Viața Românească”, „Steaua”, „Tomis”, „Cultura” și altele.

## Opera

### Poezie
- Păpușarul și alte insomnii, Editura Vinea, București, 2003, 2007
- Circul domestic, Editura Cartea Romanească, București, 2005 (împreună cu un CD cu 18 poeme în lectura autorului)
- Un anotimp în Berceni, Editura Cartier, Chișinău, 2009, 2010 [8]
- Hemoragia soarelui, 33 de poeme de Claudiu Komartin cu 22 de gravuri de Ana Toma, ediție bibliofilă în două exemplare, 2009
- cobalt, Casa de Editură Max Blecher, Bistrița, 2013
- Dezmembrați, Casa de Editură Max Blecher, Bistrița, 2015 (volum semnat cu heteronimul Adriana Carrasco)
- Maeștrii unei arte muribunde. Poeme alese 2010-2017, Editura Cartier, Chișinău, 2017, 2018
- Autoportret în flama de sudură, Casa de Editură Max Blecher, Bistrița, 2021, 2023
- 17 poeme de dragoste și un pantoum imperfect, Casa de Editură Max Blecher, Bistrița, 2022
- Inoculare. Hore pentru zădărnicirea combaterii, Editura Cartier, Chișinău, 2022

### Volume apărute în alte limbi
- Und wir werden die Maschinen für uns weinen lassen, Edition Korrespondenzen, Viena, 2012 (traducere în limba germană de Georg Aescht)
- Vrpce potaman za balu mesa, Treći Trg, Belgrad, 2015 (traducere în limba sârbă de Ljubinka Stankov Perinac)
- Bir Garip Roman, Yitik Ülke Yayınları, Istanbul, 2015 (traducere în limba turcă de Gökçenur Ç.)
- кобалт, Издателство за поезия ДА, Sofia, 2017 (traducere în limba bulgară de Lora Nenkovska)
- kobalt, Biuro Literackie, Kołobrzeg, 2022 (traducere în limba polonă de Jakub Kornhauser)

### Traduceri
- Suflete cenușii, de Philippe Claudel (Editura Polirom, 2007)
- Raportul lui Brodeck, de Philippe Claudel (Editura Polirom, 2008)
- Peștișorul de aur, de Jean-Marie Gustave Le Clézio (Editura Art, 2009)
- Această orbitoare absență a luminii, de Tahar Ben Jelloun (Editura Art, 2012)
- Hazard. Angoli Mala, de Jean-Marie Gustave Le Clézio (Editura Art, 2013)
- Bdin, urmat de Poeme americane, de Ivan Hristov (Casa de Editură Max Blecher, 2016) – în colaborare cu Lora Nenkovska
- Un asteroid fără umbră, de Glen Calleja (Casa de Editură Max Blecher, 2016) – în colaborare cu Radu Nițescu
- Enciclopedia lucrurilor uitate, de Gökçenur Ç. (Casa de Editură Max Blecher, 2016)
- Când muritorii dorm, de Kurt Vonnegut (Editura Art, 2017) – în colaborare cu Anastasia Gavrilovici
- Înainte să inventez căderea, de Gheorghi Gospodinov (Casa de Editură Max Blecher, 2019) – în colaborare cu Lora Nenkovska
- Revoluție și inocență, de Mario Benedetti (Casa de Editură Max Blecher, 2020) – în colaborare cu Ligia Keșișian
- Femeia din casa de la colț, de Nadejda Radulova (Casa de Editură Max Blecher, 2022) – în colaborare cu Lora Nenkovska
- Noi, cei care am râs, de Miroslav Holub (Casa de Editură Max Blecher, 2023) – în colaborare cu Jiřina Vyorálková
- Războiul s-a terminat, dragostea mea, de Goran Simić (Casa de Editură Max Blecher, 2023) – în colaborare cu Anastasia Gavrilovici

### Antologii editate și îngrijite
- O anumită căldură umană de Vasile Petre Fati (Casa de Editură Max Blecher, 2016)
- Oameni obosiți de Andrei Bodiu (Cartier, 2016)
- Sârmă ghimpată. Când focurile se vor stinge printre ruine. Poeți ai generației războiului (Cartier, 2018)
- Orgi și altare demontate de Constantin Abăluță (Cartier, 2019)
- Înspăimântătoare frumusețe în Antologia George Vasilievici (Hyperliteratura, 2020)
- Toate zborurile au fost anulate de Adrian Diniș (Casa de Editură Max Blecher, 2020)
- La întretăierea drumurilor comerciale de Mariana Marin (Cartier, 2021, 2023)
- Îngeriada de Judith Mészáros (Cartier, 2022)
- Elanul interzis. Poezii alese (1941-1974) de Ben. Corlaciu (Casa de Editură Max Blecher, 2024)
- Celălalt fel de a privi lumea de Octavian Soviany (Cartier, 2024)
- Moartea mea din flori de Cristian Popescu (Casa de Editură Max Blecher, 2025)

## Premii
- Premiul național de poezie „Mihai Eminescu” pentru debut pe anul 2003, pentru volumul Păpușarul și alte insomnii
- Premiul „Iustin Panța” pentru debut în poezie, pentru volumul Păpușarul și alte insomnii
- Premiul pentru debut al revistei „România literară” pe anul 2003[9], pentru volumul Păpușarul și alte insomnii
- Premiul „Mihai Eminescu” al Academiei Române pe anul 2005, pentru volumul Circul domestic[10]
- Premiul „Matei Brâncoveanu” pentru literatură pe anul 2017[11], pentru Maeștrii unei arte muribunde
- Premiul „Cartea de poezie a anului 2017” acordat la Festivalul național „George Bacovia”, pentru Maeștrii unei arte muribunde
- Premiul „PEN România”, pentru Maeștrii unei arte muribunde
- Premiul „Cartea de poezie a anului 2021” acordat de APLER, pentru Autoportret în flama de sudură
- Premiul „Cartea de poezie a anului” acordat de ARCCA, pentru Autoportret în flama de sudură
- Premiul pentru cea mai bună carte de poezie a anului 2022 la Festivalul Național de Poezie „Nicolae Labiș”, pentru 17 poeme de dragoste și un pantoum imperfect